# پست ژاپنی در کره

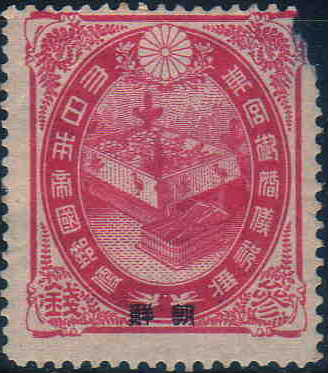

پست ژاپنی در کره (به ژاپنی: 在朝鮮日本郵便局, Zai-Chōsen-Nippon Yūbin Kyoku)، یک اداره پست بود که در دوره میجی امپراتوری ژاپن در اواخر پادشاهی چوسان در کره تأسیس شد.

## تاریخ
اولین اداره پست ژاپنی در کره در سال ۱۸۷۶ تحت شرایط پیمان ۱۸۷۶ ژاپن و کره تأسیس شد.